# USS LST-67
O USS LST-67 foi um navio de guerra norte-americano da classe LST que operou durante a Segunda Guerra Mundial.